# Macaca anderssoni
Macaca anderssoni — доісторичний вид макак із плейстоцену Китаю. Він важив від 7,5 до 10,5 кілограмів.